# 質量減衰係数
質量減衰係数（しつりょうげんすいけいすう、英;Mass Attenuation Coefficient、質量吸収係数（英；mass absorption coefficient）とも呼ばれる）とは、物質の（単位厚さではなく）単位質量あたりの減衰係数である。
物質が光（可視光・放射線）・音・粒子をどの程度減衰するかを示す。
質量減衰係数のSI単位は、キログラムあたりの平方メートル（m 2 / kg）である。他の一般的な単位には、cm 2 / g（X線質量減衰係数の最も一般的な単位）およびmL・g -1・cm -1（溶液化学で用いられる）がある。
吸収断面積では、質量あたりではなく粒子あたりの減衰係数である。アボガドロ定数と原子量を使うことで相互に変換可能である。

## 定義
質量減弱係数{\displaystyle \mu _{m}}は次の式で表される。
{\displaystyle \mu _{m}={\frac {\mu }{\rho }}}
ここで、
- μ は線減弱係数
- ρは密度

減衰された後の電磁波などの強度はランベルト・ベールの法則より次の式で表される。
{\displaystyle I=I_{0}\,e^{-\mu _{m}*(\rho x)}}
{\displaystyle \rho x}は物質の質量厚さと呼ばれる概念でkg/m2の単位を持つ。

### 吸収断面積との変換
質量減弱係数を用いて吸収断面積は次の式で表される。
{\displaystyle \sigma =(\mu /\rho )m_{a}/N_{A}}
ここで、
- {\displaystyle \mu /\rho } は質量減弱係数
- {\displaystyle m_{a}} はモル質量
- {\displaystyle N_{A}} はアボガドロ定数

## X線とガンマ線

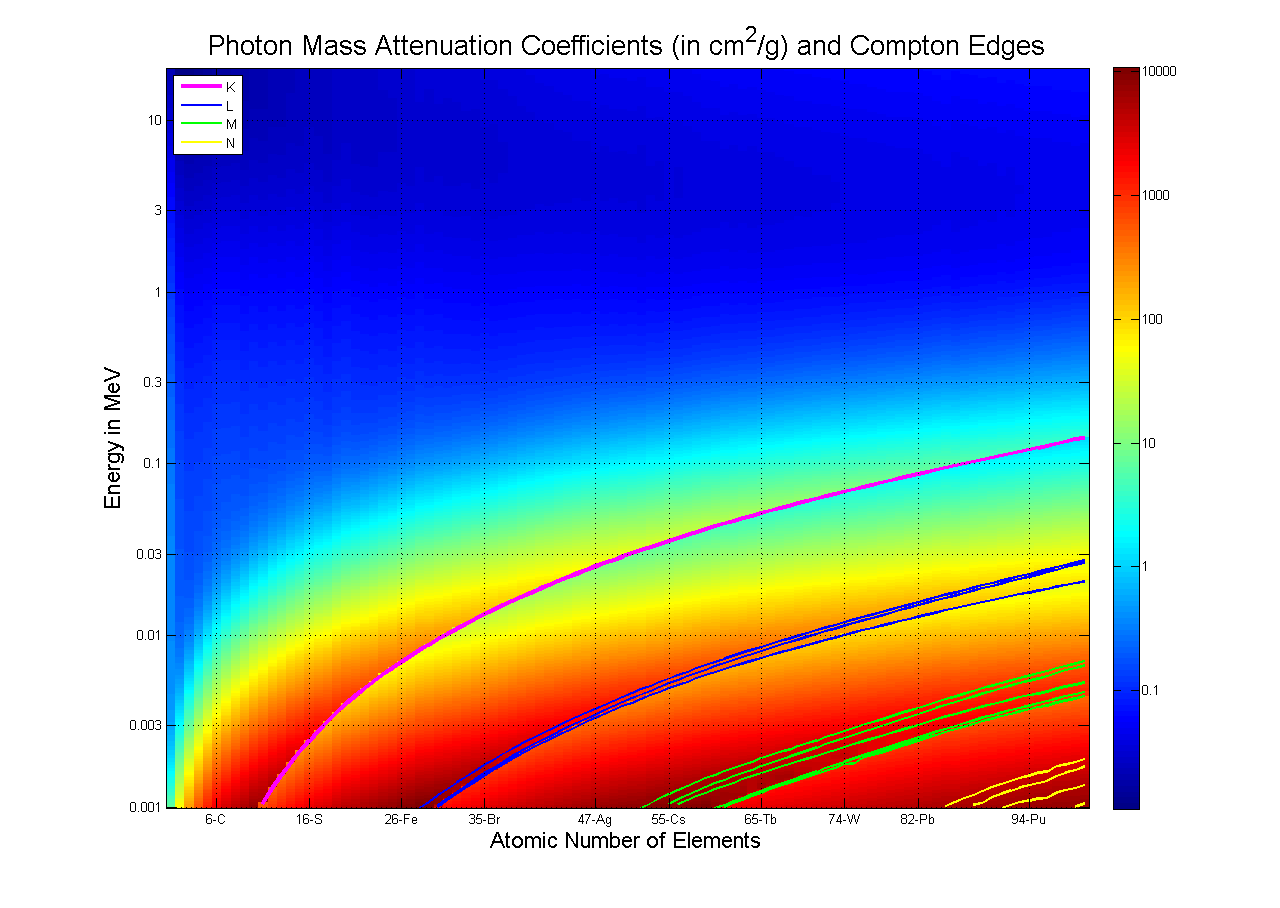
原子番号が1〜100まで、光子エネルギー1keVから20MeVまでの質量減衰係数。不連続になっている部分は吸収端による。

放射線、特に高エネルギーの電磁波(X線、ガンマ線)の質量減衰係数は、原子番号が大きい(高Z材料)ほど大きい。
特に100keV以下のX線においては高Z材料の減衰係数は非常に大きい。100keVでは鉛は鉄の14倍も質量減衰係数が高い。一般にX線の遮蔽に鉛を用いるのはこのためである。
ただし光子のエネルギーが大きいほど減衰係数は低下する。500keVのガンマ線では鉛は鉄の1.8倍程度しか質量減衰係数が高くならない。
1MeV以上の高エネルギーガンマ線になると原子番号を大きくても大して減衰係数は変わらない。

### 電磁波と物質の相互作用
X線、ガンマ線との物質の相互作用は次の3つに分けられる。
- 光電効果・・・ 線減衰係数は原子番号をZとすると、Z4～Z5に比例する。
- コンプトン散乱・・・線減衰係数はZに比例、光子エネルギーに反比例する。
- 電子対生成・・・線減衰係数はZ(Z+1)に比例、光子エネルギーの自然対数(log)に比例する。1.02MeV以上でおきる。[4]

この3つの総和で減衰係数が定まる。これに加えて極端にエネルギーが高い場合は光核反応が起きて中性子が生じる。

### 背後二次放射線
放射線遮蔽はただ減衰係数が高いものを用いればよいとは限らない。反射しやすい物質を用いると放射線が跳ね返り（背後二次線）患者や室内に同席する人間が再度被曝してしまう恐れが有るためである。
二次X線は散乱線と特性X線からなり、減衰係数と異なり原子番号に対し単純な比例関係は成立しない。
背後二次線を防ぐには鉛は最適ではなく、原子番号20〜30くらいの、鉄などの元素が適する。
そのため、X線撮影室を作る場合は、鉛だけを用いるより、内側に鉄や近い原子量の塗料を内張りするとなお良い。